# Julija Bičyk
Julija Valjancinaŭna Bičyk (in bielorusso Юлія Валянцiнаўна Бічык?; Minsk, 1º aprile 1983) è una canottiera bielorussa, vincitrice di 2 medaglie di bronzo nel 2 senza alle Olimpiadi: sia a Atene 2004 che a Pechino 2008.

## Palmarès
- Giochi olimpici

Atene 2004: bronzo nel 2 senza.
Pechino 2008: bronzo nel 2 senza.
- Mondiali

St. Catharines 1999: oro nel 4 senza.
Lucerna 2001: argento nel 2 senza.
Siviglia 2002: bronzo nel 2 senza.
Milano 2003: argento nel 2 senza e nel 4 di coppia.
Monaco di Baviera: oro nel 2 senza.
Ottensheim 2008: oro nel 4 senza.
Chungju 2013: bronzo nel 2 di coppia.
- Europei

Maratona 2008: bronzo nel 4 senza.
Plovdiv 2011: argento nel 2 senza e nell'8 con.
Belgrado 2014: oro nel 4 di coppia.